# Oberhammer (Geroldsgrün)

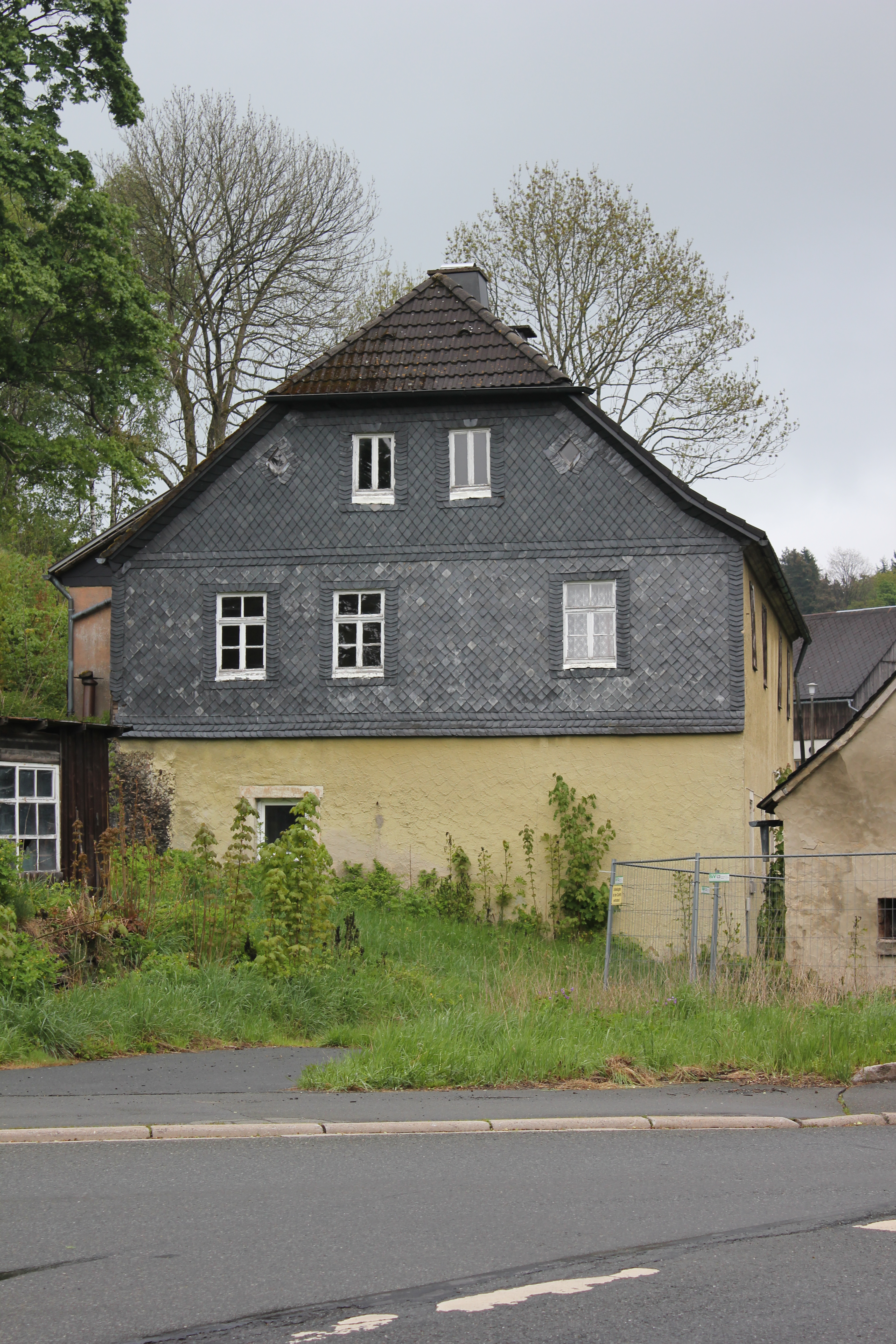
Straßenseitige Giebelseite

Oberhammer ist ein Gemeindeteil von Geroldsgrün im Landkreis Hof (Oberfranken, Bayern). Oberhammer liegt in der Gemarkung Geroldsgrün.

## Geografie
Die Einöde bildet mit Unterhammer im Westen eine geschlossene Siedlung. Diese liegt an der Ölsnitz. Östlich von Oberhammer entspringt ein namenloser Nebenbach dieses Fließgewässers. Die Staatsstraße 2198 verläuft entlang der Ölsnitz nach Geroldsgrün (0,8 km südöstlich) bzw. nach Untersteinbach (0,4 km westlich). Die Kreisstraße HO 31 führt nach Steinbach bei Geroldsgrün (1,3 km nördlich).

## Geschichte
Das Hammergut Oberhammer gehörte zu einer ganzen Kette von Hammergütern, die früher im Ölsnitztal existierte. Oberhammer gehörte zur Realgemeinde Geroldsgrün. Gegen Ende des 18. Jahrhunderts gab es in Oberhammer ein Anwesen. Das Hochgericht sowie die Grundherrschaft über den Hammer hatte das bayreuthische Kasten- und Richteramt Lichtenberg.
Von 1797 bis 1808 unterstand der Ort dem Justiz- und Kammeramt Naila. Mit dem Gemeindeedikt wurde Oberhammer dem 1812 gebildeten Steuerdistrikt Geroldsgrün und der zugleich gebildeten Ruralgemeinde Geroldsgrün zugewiesen.

### Ehemaliges Baudenkmal
In der Liste der Baudenkmäler in Oberhammer war für Oberhammer ein Baudenkmal aufgeführt:
- Das 2019 abgerissene Hammergut Oberhammer (Keyßerstraße 46) aus dem 17./19. Jahrhundert war ein zweigeschossiges Wohnhaus mit Halbwalmdach und einem verputzten Fachwerkobergeschoss.

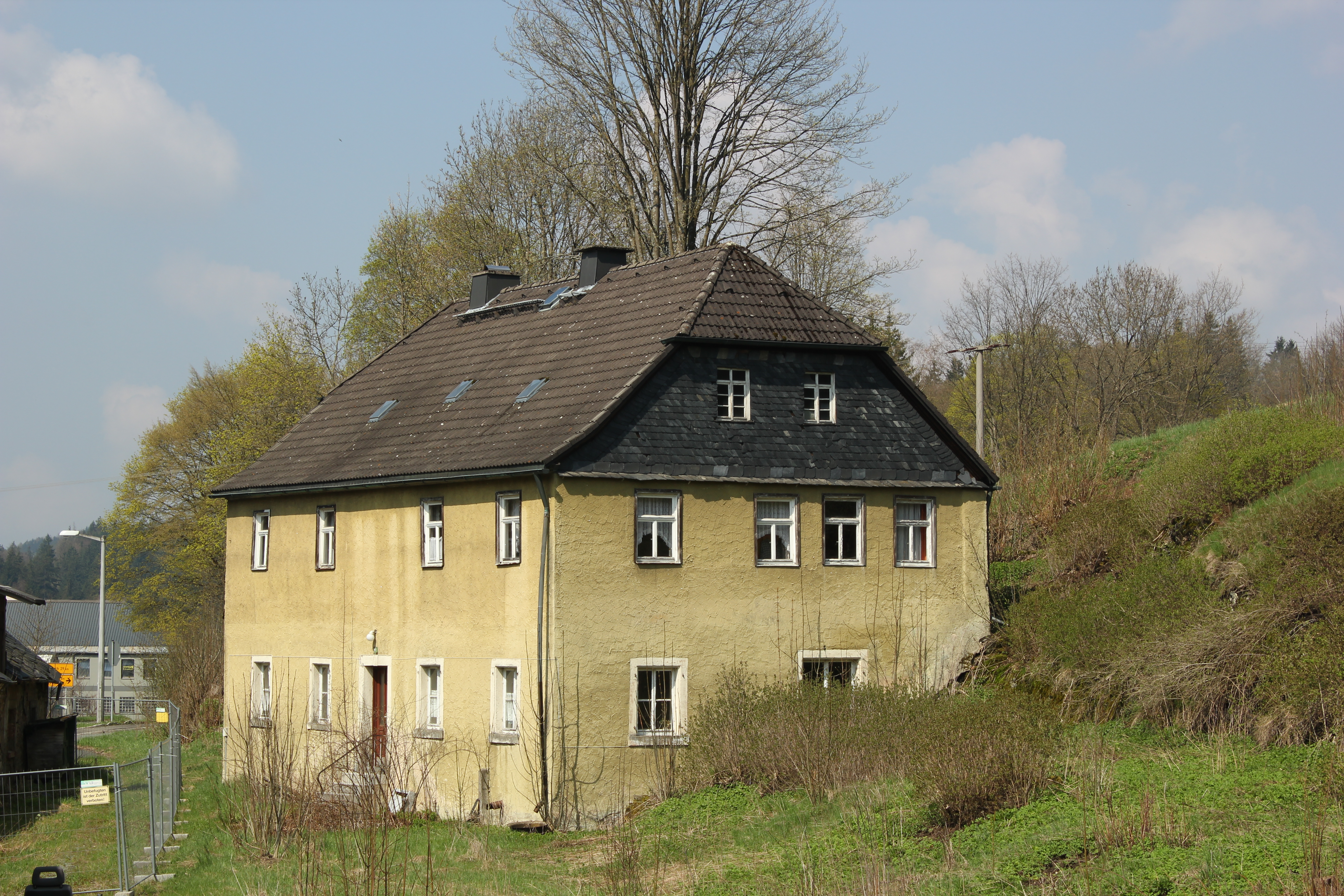
Das Hammergut vor seinem Abbruch
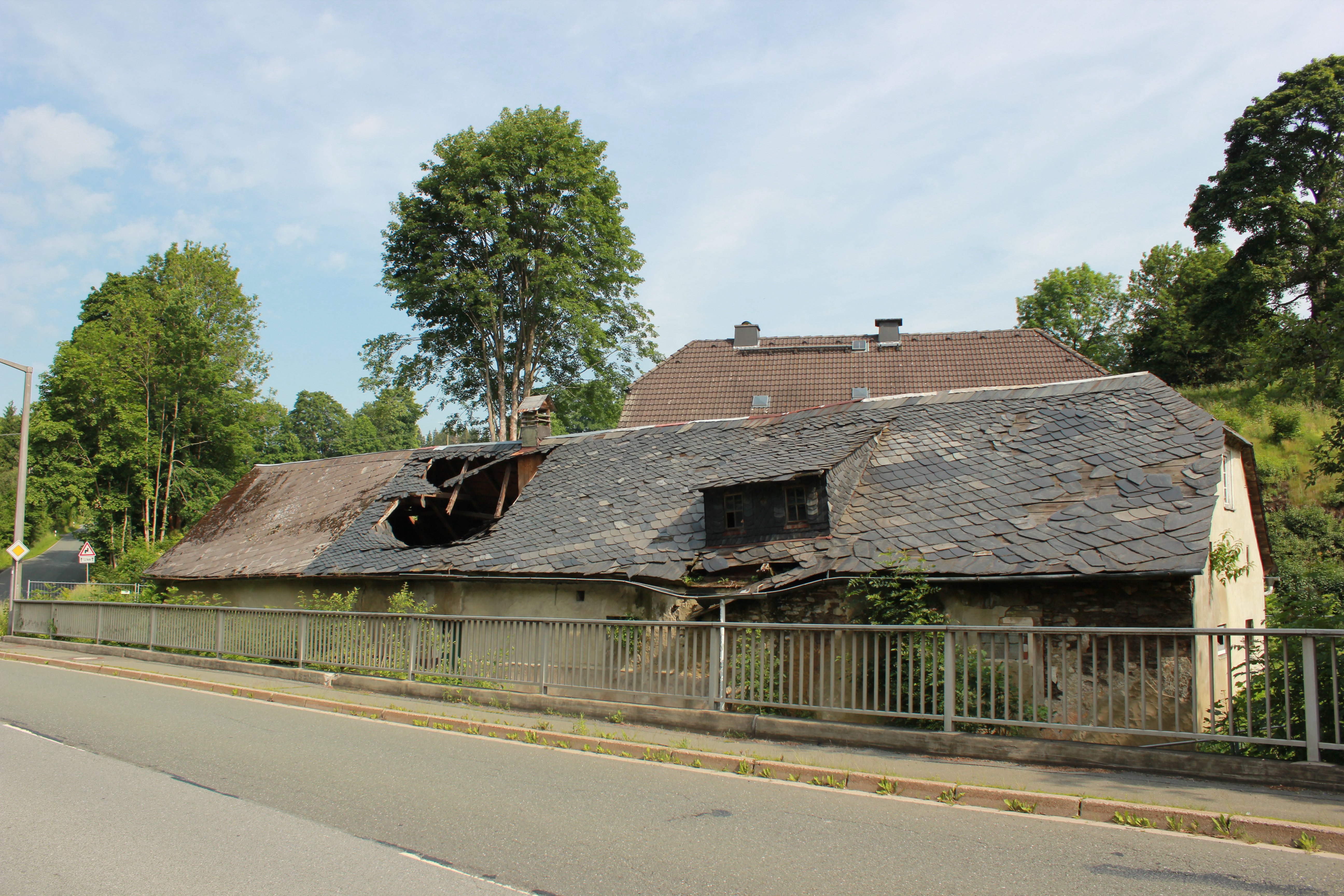
Ein Nebengebäude des Hammergutes
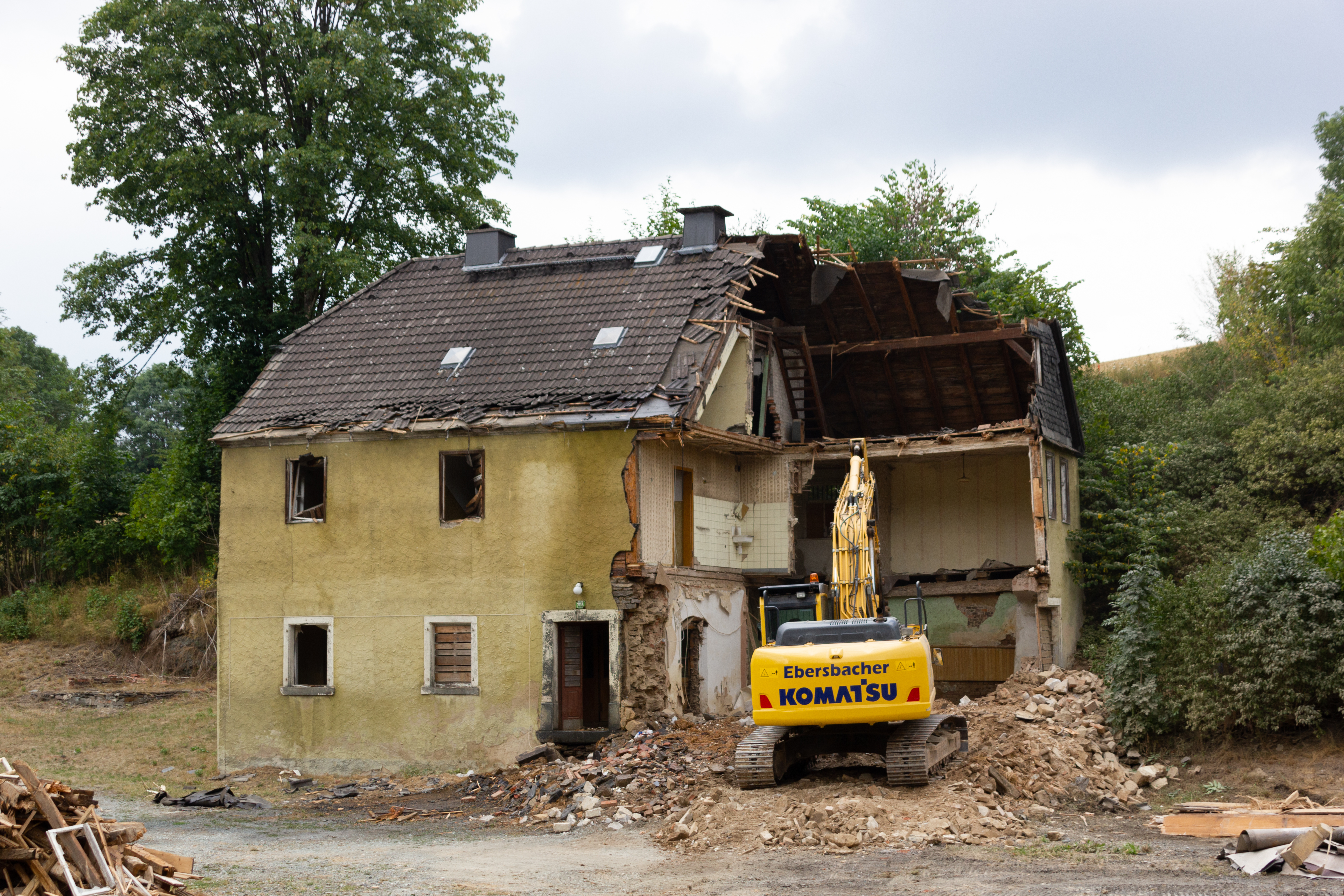
Zu Beginn der Abbrucharbeiten
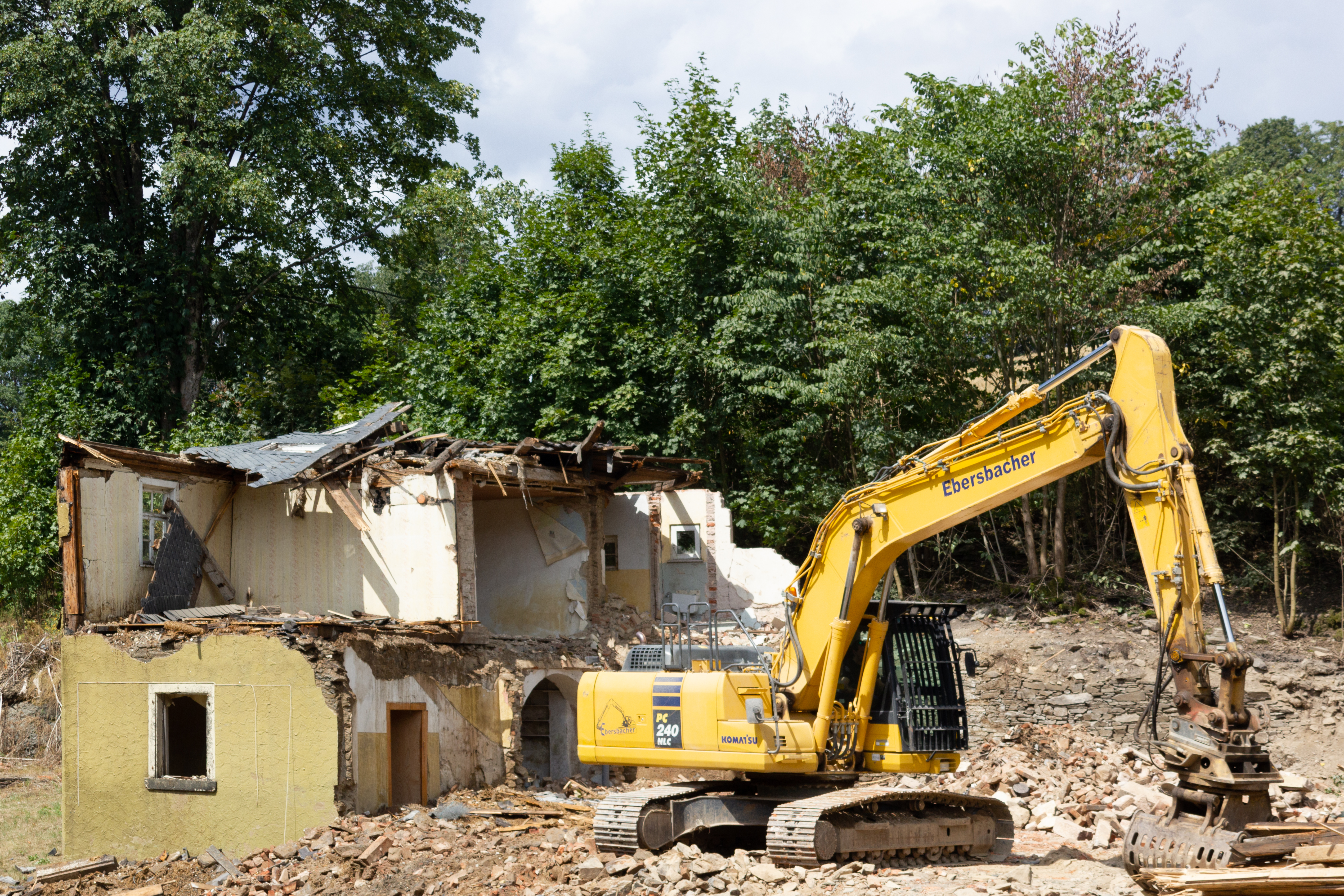
Gegen Ende der Abbrucharbeiten

### Einwohnerentwicklung
| Jahr      | 001819 | 001861 | 001871 | 001885 | 001900 | 001925 | 001950 | 001961 | 001970 | 001987 |
| Einwohner | *      | *      | 16     | 4      | 13     | 18     | 22     | 8      | 5      | *      |
| Häuser    |        |        |        | 1      | 2      | 1      | 1      | 1      |        | *      |
| Quelle    | [ 6 ]  | [ 9 ]  | [ 10 ] | [ 11 ] | [ 12 ] | [ 13 ] | [ 14 ] | [ 15 ] | [ 16 ] | [ 17 ] |

## Religion
Der Ort ist evangelisch-lutherisch geprägt und bis heute nach St. Jakob (Geroldsgrün) gepfarrt.